# Jutta Pallos-Schönauer
Jutta Pallos-Schönauer (* 12. Januar 1925 in Reghin, deutsch Sächsisch-Regen, Königreich Rumänien; † 4. Dezember 2020 in Stuttgart) war eine deutsch-rumänische Malerin und Grafikerin.

## Leben und Werk
Pallos-Schönauer studierte von 1948 bis 1954 an der Staatlichen Kunstakademie „Ion Andreescu“ in Klausenburg bei Gabor Miklossy und Imre Nagy. Nach ihrem Abschluss mit Auszeichnung war sie von 1954 bis 1956 als Dozentin an der Volkskunsthochschule Klausenburg tätig. Danach arbeitete sie als freischaffende Malerin und Grafikerin. Jutta Pallos-Schönauer arbeitete in Rumänien außerdem als Buch-Illustratorin. 1986 übersiedelte sie in die Bundesrepublik Deutschland und lebte zunächst in Karlsruhe. Nach dem Tod ihres Mannes zog sie nach Stuttgart, wo ihre Tochter lebt.
Jutta Pallos-Schönauer verwendete in ihrem malerischen Werk vielfältige Maltechniken, die Aquarelle, grafische Schwarzweiß-Techniken, farbige Pastellarbeiten bis zur Ölmalerei auf Leinwand umfassen.
In ihren Arbeiten reflektiert sie Menschen, Landschaften, die Architektur und Kultur ihrer siebenbürgischen Heimat, das Erbe einer verlorenen Kulturlandschaft. Die in ihrem Werk aufscheinende Motivik beinhaltet eine künstlerische Auseinandersetzung mit nahezu sämtlichen wichtigen Ereignissen der rumänischen Geschichte und ihrer Auswirkungen auf die Kultur der deutschen Minderheit in Rumänien. Aus diesen geschichtlichen Erfahrungen erwächst eine tiefe Verbundenheit zur Heimat, zu Sitten und Bräuchen, deren Einflüsse sich in den Arbeiten von Jutta Pallos-Schönauer in Ausdruck, Farbe und Rhythmus widerspiegeln. Im Mittelpunkt ihrer Arbeiten steht das Ausgeliefertsein der in Rumänien Zurückgebliebenen und der Verlust von Heimat und Identität, für den es in ihren Werken keinen Trost oder Hoffnung gibt.
Ihre Arbeiten reichen von figuralen Kompositionen bis zu architektonischen Bildern. Von besonderer Bedeutung für ihr künstlerisches Werk sind ihre Zeichnungen und Bilder der Stadtansichten von Klausenburg, Schäßburg und Hermannstadt, in denen sie sich in der Darstellung alter Bauten, Kirchen, Wehrkirchen und idyllischen Gassen auf eine nostalgische Suche nach der Heimat begibt. Ihre Bilder sind jedoch keine unkritische Reflexion, sondern stellen immer die „leise und bohrende“ Frage nach Identität und Herkunft. Die Bilder von Jutta Pallos-Schönauer bleiben, in ihrer Gesamtheit betrachtet, dem traditionellen, realistischen Stil verhaftet. In ihnen schuf Jutta Pallos-Schönauer jedoch, ohne auf hinsichtlich der Komposition mögliche Elemente des Kubismus oder Expressionismus zurückzugreifen, eine nachhaltige Synthese von Thematik und handwerklicher Verwirklichung des Gegenstandes.
Das Werke von Jutta Pallos-Schönauer wurden in zahlreichen Einzel- und Gruppenausstellungen u. a. in Rumänien, Österreich, Ungarn, Schweden, Italien, Kanada und in den USA gezeigt.
In Deutschland fanden regionale und überregionale Retrospektivausstellungen mit ihren Werken u. a. 1990 in Karlsruhe, 2005 in Düsseldorf und Esslingen am Neckar und 2008, 2015 sowie 2020 in Stuttgart statt.